# Lignerolles (Owernia)
Lignerolles – miejscowość i gmina we Francji, w regionie Owernia-Rodan-Alpy, w departamencie Allier.

## Demografia
Według danych na rok 1990 gminę zamieszkiwało 579 osób, a gęstość zaludnienia wynosiła 49 osób/km². W styczniu 2015 r. Lignerolles zamieszkiwały 772 osoby, przy gęstości zaludnienia wynoszącej 65,3 osób/km².